# Konjarnik
Pour le quartier de Belgrade, voir Konjarnik (Zvezdara).
Konjarnik (en serbe cyrillique : Коњарник) est un village de Serbie situé dans la municipalité de Žitorađa, district de Toplica. Au recensement de 2011, il comptait 93 habitants.

## Démographie

### Évolution historique de la population
| 1948 | 1953 | 1961 | 1971 | 1981 | 1991 | 2002 | 2011 |
| ---- | ---- | ---- | ---- | ---- | ---- | ---- | ---- |
| 349  | 341  | 326  | 266  | 203  | 138  | 104  | 93   |

|  |